# Allée des esprits

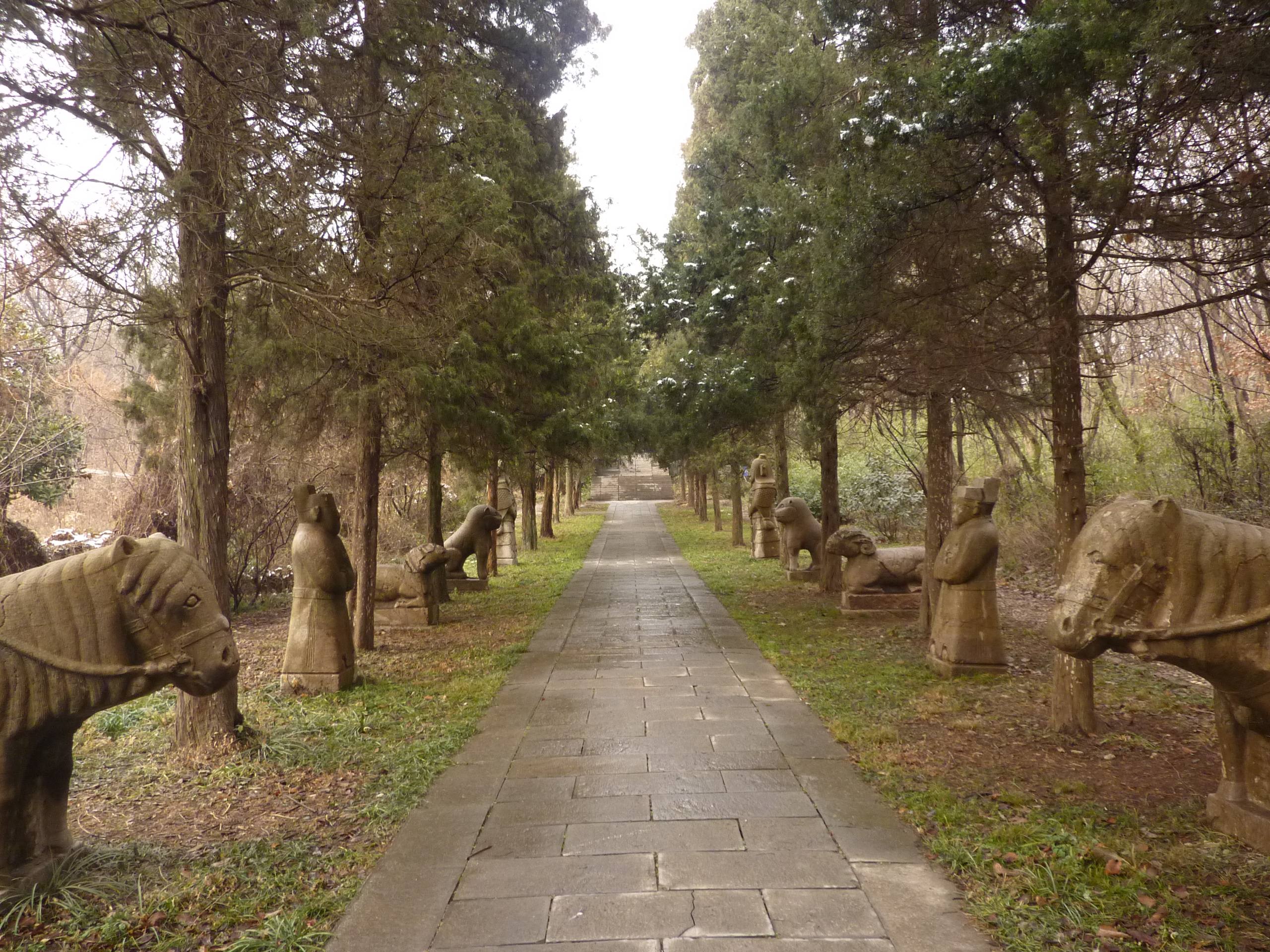

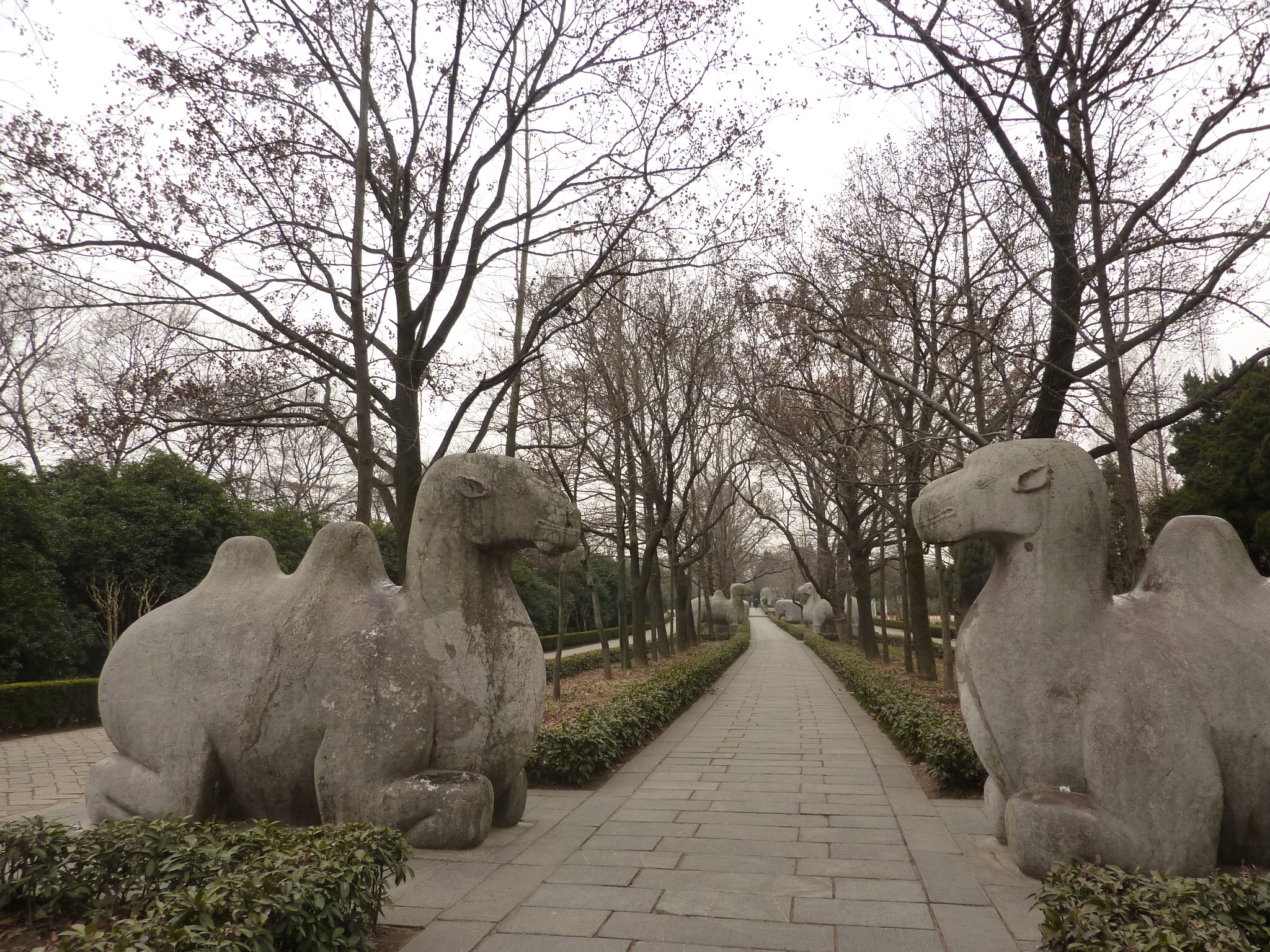
Tombeau Xiaoling à Nankin.

Pour les articles homonymes, voir Voie sacrée.
 (septembre 2018).
Si vous disposez d'ouvrages ou d'articles de référence ou si vous connaissez des sites web de qualité traitant du thème abordé ici, merci de compléter l'article en donnant les références utiles à sa vérifiabilité et en les liant à la section « Notes et références ».
L'allée des esprits ou voie sacrée (chinois simplifié : 神道 ; pinyin : shéndào) est le chemin, orné de statues, menant à la tombe d'un dignitaire historique chinois majeur.

## Description
La voie des esprits est bordée des deux côtés par une succession de statues, de colonnes et de stèles. Les statues le long de la voie des esprits représentent des paires d'animaux réels (chameaux, cerfs, chevaux, éléphants, lions) et mythiques (qilin, xiezhi), ainsi que des fonctionnaires civils et militaires.

## Exemples
- Mausolée de Qianling
- Tombeaux Est des Qing
- Tombeaux des Ming
- Tombeau Xiaoling
- Mausolée Zhao